# Seleniuro di idrogeno
Il seleniuro di idrogeno o acido selenidrico è un composto binario del selenio bivalente con l'idrogeno, la cui formula molecolare è H2Se.
A temperatura ambiente è gas e incolore maleodorante, di stabilità termica limitata, infiammabile e molto tossico.
A differenza di H2S, H2Se è un composto endotermico (ΔHƒ° = +29,7 kJ/mol) come pure, e ancor più, l'omologo H2Te.

## Proprietà
Il seleniuro di idrogeno è analogo e isoelettronico di valenza all'acido solfidrico rispetto al quale è meno stabile e meno volatile, somigliando in questo al suo omologo H2Te; l'omologo successivo, H2Po, appare ancora meno stabile.

### Struttura molecolare
La molecola del seleniuro di idrogeno H2Se è angolare, come accade per tutti gli idruri semplici degli elementi del gruppo 16, da H2O a H2Te e, come in questi casi, la simmetria molecolare appartiene al gruppo puntuale C2v. La molecola mostra una modesta polarità: il suo momento dipolare è μ = 0,627 D, un valore minore di quello di H2S (0,977 D).
La struttura in fase gassosa di H2Se è stata determinata attraverso la spettroscopia rotazionale nella regione delle microonde. La lunghezza del legame Se−H è di 146 ± 3 pm e l'angolo H-Se-H è di 90,92° ± 0,08°.
I valori di lunghezza e angolo in H2Se risultano intermedi tra quelli corrispondenti nell'omologo inferiore H2S (133,6 pm e 92,11°) e quelli nell'omologo superiore H2Te (165,1 pm e 90,26°). Come si può osservare, andando dall'alto in basso nel gruppo, mentre l'angolo di legame si stringe appena intorno al valore di 90°, il legame con H si allunga sensibilmente, in accordo qualitativo con l'aumento del raggio covalente dell'atomo centrale: S (105 pm), Se (120 pm), Te (138 pm).

### Proprietà chimiche
Il seleniuro di idrogeno è chimicamente e strutturalmente simile al solfuro di idrogeno H2S per un verso, e al tellururo di idrogeno per l'altro, avendo proprietà intermedie fra i due. L'instabilità di questi idruri, che si manifesta nella facilità alla decomposizione (H2E  →  E + H2), per il seleniuro di idrogeno è intermedia, aumentando nella sequenza H2S < H2Se < H2Te. Parallelamente, la forza di questi idracidi varia nella stessa sequenza, con l'acido selenidrico che anche qui mostra una forza intermedia; nello stesso ordine, i relativi pKa1 sono infatti: 7,00 (H2S), 3,73 (H2Se) e 2,05 (H2Te), con notevole distacco tra il primo valore e gli altri due. Da notare che l'acido selenidrico risulta in tal modo avere forza simile all'acido formico (HCOOH, pKa = 3,745), che a sua volta è circa 10 volte più forte dell'acido acetico. Riguardo alla seconda dissociazione, il pKa2 si aggira intorno a 11, per cui la sostanziale formazione dello ione seleniuro Se2− all'equilibrio si raggiunge rendendo la sua soluzione acquosa decisamente basica.
L'aggiunta a soluzioni acquose fredde di acido selenidrico di ossidanti quali HNO3 o KMnO4 causa la precipitazione di selenio elementare in aria o comunque con ossigeno in eccesso, H2Se brucia con fiamma azzurra dando il biossido di selenio SeO2 (anidride seleniosa) e vapor d'acqua.
Data la piccola differenza di elettronegatività tra Se e H (Δχ = 0,35), le molecole H2Se possono formare tra loro solo legami idrogeno molto deboli, come già accade per H2S (Δχ = 0,38), che non innalzano sensibilmente il punto di ebollizione.

## Preparazione
Il seleniuro di idrogeno viene preparato in vari modi:
- per attacco con acidi forti diluiti di seleniuri:

{\displaystyle {\ce {Al2Se3 + 6 H+ -> 3 H2Se + 2 Al^3+}}}
{\displaystyle {\ce {FeSe + 2 H+ -> H2Se + Fe^2+}}}
- per idrolisi di seleniuri:

{\displaystyle {\ce {Al2Se3 + 6 H2O -> 3 H2Se + 2 Al(OH)3}}}
- per sintesi diretta dagli elementi al di sopra dei 350 °C:

{\displaystyle {\ce {Se + H2 -> H2Se}}}
In acqua si comporta da acido biprotico debole:
{\displaystyle {\ce {H2Se + H2O <=> HSe- + H3O+}}}      [pKa1 = 3,73]
Le soluzioni acquose raggiungono la saturazione a 1 M circa e si ossidano rapidamente a contatto con l'aria:
{\displaystyle {\ce {2 H2Se + O2 -> 2 Se + 2 H2O}}}